# 1890年の映画
1890年の映画（1890ねんのえいが）では、1890年（明治23年）の映画分野の動向を展望し、発表されたおもな映画作品や、映画関係者の誕生、死去についてまとめる。

## 出来事
- 7月 - イギリスの発明家ウィリアム・フリーズ＝グリーン（英語版）が1889年にロンドンのハイド・パークで撮影し、セルロイド製フィルムの上に現像された最初の動画とされている『ハイド・パーク・コーナー (Hyde Park Corner)』が、チェスター市役所で上映された（一部の映画史家はこれに異議を唱えており、上映は不可能だったと主張している）。なお、この作品の撮影に使用したカメラは、1890年5月に特許を得た[1]。
- ウィリアム・K・L・ディクソンが、トーマス・エジソンの下でキネトグラフをこの年、ないしは前年の1889年に完成させた。『モンキーシャインズ No.1』が、このシステムを用いて撮影された最初の作品となった。

## 作品

『ロンドンのトラファルガー広場』の現存する10フレーム分。

- 『ロンドンのトラファルガー広場 (London's Trafalgar Square)』[2]、ウィリアム・カー・クロフツ（英語版）とワーズワース・ドニスソープ（英語版）の監督による。
- 『モンキーシャインズ No.1』は、1889年6月ないし1890年11月のいずれかに撮影されたとする矛盾した記録があり、『モンキーシャインズ No.2』、『モンキーシャインズ No.3』も、いずれもウィリアム・K・L・ディクソンが監督し、程なくして撮影されたとされる。
- 『Mosquinha』、エティエンヌ＝ジュール・マレー監督。
- 『Traffic in King's Road, Chelsea』、ウィリアム・フリーズ＝グリーン監督。

## 誕生
- 1月10日 - ピナ・メニチェリ（英語版）、イタリアの女優（+1984年）
- 1月30日 - ブルーノ・カストナー（英語版）、ドイツの俳優（+1932年）
- 2月17日 - ソル・レッサー（英語版）、アメリカ合衆国の映画プロデューサー（+1980年）
- 2月18日 - エドワード・アーノルド、アメリカ合衆国の俳優（+1956年）
- 2月18日 - アドルフ・マンジュー、アメリカ合衆国の俳優（+1963年）
- 2月24日 - マージョリー・メイン、アメリカ合衆国の女優（+1975年）
- 3月3日 - エドマンド・ロウ（英語版）、アメリカ合衆国の俳優（+1971年）
- 3月17日 - テッド・アダムス（英語版）、アメリカ合衆国の俳優（+1973年）
- 4月26日 - エドガー・ケネディ（英語版）、アメリカ合衆国の俳優（+1948年）
- 5月23日 - ハーバート・マーシャル、イギリスの俳優（+1966年）
- 6月1日 - フランク・モーガン、アメリカ合衆国の俳優（+1949年）
- 6月10日 - ウィリアム・A・サイター、アメリカ合衆国の映画監督（+1964年）
- 6月14日 - メイ・アリソン（英語版）、アメリカ合衆国の女優（+1989年）
- 6月16日 - スタン・ローレル、イギリスの俳優（+1965年）
- 6月18日 - ギデオン・ウォールバーグ（英語版）、スウェーデンの俳優、脚本家、映画監督（+1948年）
- 6月25日 - シャーロッテ・グリーンウッド（英語版）、アメリカ合衆国の女優、ダンサー（+1977年）
- 8月2日 - マリン・サイス（英語版）、アメリカ合衆国の女優（+1971年）
- 8月22日 - セシル・ケラウェイ、南アフリカの俳優（+1973年）
- 8月27日 - マン・レイ、アメリカ合衆国の写真家、映画監督（+1976年）
- 9月4日 - グンナー・ゾンマーフェルト（英語版）、デンマークの俳優、映画監督（+1947年）
- 9月4日 - ナイマ・ウィフストランド（英語版）、スウェーデンの歌手、女優、作曲家、映画監督（+1968年）
- 10月1日 - アリス・ジョイス（英語版）、アメリカ合衆国の女優（+1955年）
- 10月1日 - スタンリー・ホロウェイ、イギリスの俳優（+1982年）
- 10月2日 - グルーチョ・マルクス、アメリカ合衆国のコメディアン、俳優（+1977年）
- 10月3日 - ヘンリー・ハル、アメリカ合衆国の俳優（+1977年）
- 11月20日 - ロバート・アームストロング、アメリカ合衆国の俳優（+1973年）

## 死去

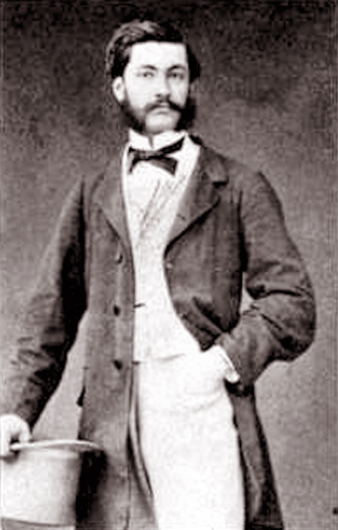
ルイ・エメ・オーギュスタン・ル・プランス、1841年8月28日生まれ。

- 9月16日ころ - ルイ・ル・プランス、フランスの映画の先駆者、『ラウンドヘイの庭の場面』の監督（1841年生）
- 12月21日ころ - ヨハネ・ルイーズ・ハイベルク（英語版）、デンマークの女優（1812年生）